# Creatures of the Black
Creatures of the Black è il primo EP pubblicato dalla band inglese M-Pire of Evil.
Il disco contiene due pezzi originali e quattro cover di canzoni dei Judas Priest, Motörhead, Kiss e AC/DC.

## Tracce
1. Exciter – 5:10 (testo: Halford, Tipton – musica: Judas Priest) – cover
2. Motörhead – 2:56 (testo: Kilmister – musica: Motörhead) – cover
3. Reptile – 4:48 (testo: Dolan, Dunn, Lant)
4. God of Thunder – 5:07 (testo: Stanley – musica: Kiss) – cover
5. Hell Ain't a Bad Place to Be – 3:52 (testo: Scott, Young, Young – musica: AC/DC) – cover
6. Creatures of the Black – 5:15 (testo: Dolan, Dunn, Lant)

## Formazione
- Demolition Man - voce, basso
- Mantas - chitarra
- Antton - batteria